# Ludwig Dithmar
Ludwig Wilhelm Ferdinand Dithmar (* 13. Mai 1892 in Aachen; † nach 1945) war ein deutscher Kapitän zur See der Kriegsmarine. Er wurde im Boldt-Dithmar-Fall im Rahmen der Leipziger Prozesse, dem sogenannten Leipziger U-Boots-Prozess oder auch Llandovery-Fall, für Kriegsverbrechen im Ersten Weltkrieg verurteilt und wurde durch Mitglieder der rechtsterroristischen Organisation Consul, u. a. den späteren Mördern des Reichsaußenministers Walther Rathenau, aus der Haft befreit.

## Leben
Ludwig Dithmar war ein Sohn eines höheren Beamten, besuchte ab Ostern 1899 das Königliche Kaiser-Wilhelms-Gymnasium in seiner Geburtsstadt, wo er zu Ostern 1911 sein Abitur erhielt.
Anschließend trat er am 1. April 1911 in die Kaiserliche Marine ein. Später war er bis Dezember 1915 als Leutnant zur See (Beförderung am 3. August 1914) auf der Braunschweig, kam dann bis Mai 1916 als Wachoffizier auf das Torpedoboot S 139. In gleicher Position diente er bis Ende 1917 auf S 57 und V 78. Am 26. April 1917 war er zum Oberleutnant zur See befördert worden. Bis Januar 1918 war er zur Ausbildung an der U-Boots-Schule und war dann bis März 1918 zur Verfügung der III. U-Boots-Flottille eingesetzt. Bis Kriegsende diente er als Wachoffizier auf U 86.
Am 27. Juni 1918 versenkte U 86 unter dem Oberleutnant zur See Helmut Patzig westlich von Fastnet die britische Llandovery Castle, die beleuchtet, ohne Eskorte und als Lazarettschiff gekennzeichnet war. Patzig, er gab immer wieder an, dass er von einer Tarnung eines Kriegsschiffs ausging. Anfangs ließ er noch die Rettungsboote am aufgetauchten U-Boot anlegen und verhörte die Überlebenden, u. a. den Kapitän des Schiffs. In der Folge entschied sich Patzig dazu, auf die Schiffbrüchigen zu schießen, um wohl alle Zeugen des Vorfalls zu beseitigen. Hierfür gab er den Befehl, das Boot tauchklar zu machen, und neben ihm blieben Dithmar, der Zweite Wachoffizier, John Boldt, und der Oberbootsmann Meißner, welcher später die Heckkanone bediente an Deck. Nur 24 Menschen überlebten die Versenkung und die anschließende Beschießung.
Nach dem Krieg wurde Dithmar in die Reichsmarine übernommen, wurde Adjutant der Kommandantur Cuxhaven und am 16. Juli 1921; nach Urteilsverkündigung; entlassen.
Als 1921 vor dem Reichsgericht in Leipzig Strafverfahren zur Aufarbeitung deutscher Kriegsverbrechen im Ersten Weltkrieg begannen, wurde auch die Versenkung der Llandovery Castle berücksichtigt. Patzig, da auf der alliierten Liste der Kriegsverbrecher stehend, wurde angeklagt, der Prozess gegen ihn konnte aber letztendlich nicht durchgeführt werden, da Patzig flüchtig war. Dithmar und auch Boldt waren anfangs als Zeugen geladen. Später wurden beide, obwohl sie eigentlich nicht auf der Liste der strafrechtlich zu verfolgenden Personen standen, für den Umgang mit den Schiffbrüchigen der Llandovery Castle angeklagt. Dithmar kam am 26. Mai 1921 in Untersuchungshaft in der Gefängnisanstalt II in Leipzig. Die Anklage erfolgte anstelle des eigentlich angeklagten, aber flüchtigen Kommandanten Patzig und lautete auf Beihilfe zum Totschlag bei der Tötung von Überlebenden, wobei der Prozess vom 12. Juli 1921 bis 16. Juli 1921 dauerte. Wegen der Mithilfe an der Beschießung von Rettungsbooten bei der Versenkung des Lazarettschiffs Llandovery Castle wurden Dithmar und Boldt zu vier Jahren Gefängnis verurteilt. Das Reichsgericht hatte auch entschieden, Dithmar aus der Marine zu entlassen. Bereits kurz nach der Urteilsverkündung kam es zu einem Befreiungsversuch, sodass sich die Behörden gezwungen sahen beide Verurteilte in unterschiedlichen Anstalten unterzubringen. Boldt gelang Mitte November 1921 die Flucht aus der Anstalt in Hamburg nach Spanien.
Ende Januar 1922 wurde er in einem zweiten Versuch durch Mitglieder der rechtsterroristischen Organisation Consul aus der Strafanstalt Naumburg/Saale befreit. Beteiligt waren u. a. die späteren Rathenau-Attentäter Erwin Kern, Hermann Fischer, Karl Tillessen, Ernst von Salomon und der Fahrer Erwin Wagner.
Tillessen leitete die Befreiung und band dabei alle Kräfte der Frankfurter Organisation Consul mit ein. Dithmars Frau schmuggelte Sägeblätter in die Zelle ihres Mannes, sodass dieser in wochenlangem Bemühen die Gitterstäbe zum Hof durchtrennen konnte. Zum vereinbarten Datum verschafften sich die Mitglieder der Organisation Consul Zugang zum Gefängnishof, und Dithmar seilte sich aus dem dritten Stock ab. Als das Seil riss, bevor Dithmar den Gefängnishof erreicht hatte, verletzte er sich und flüchtete mit Kerns Hilfe.
Danach organisierte Ernst von Salomon Dithmars Flucht über Berlin und Basel nach Spanien. Direkt nach der Flucht beherbergte Hans Stein den verletzten Dithmar für 17 Tage auf Burg Saaleck und sorgte für medizinische Behandlung. Im März 1922 wurde auf den Fahrer Wagner, der sich als ehemaliger Oberleutnant Weigelt ausgegeben hatte, ein Fememordversuch verübt, weil Kern und Tillessen ihn für einen Spitzel hielten. Dithmar selbst wurde in der Folge steckbrieflich gesucht und arbeitete später in einer Bank in Barcelona.
Im Mai 1928 erfolgte im Wiederaufnahmeverfahren seines Prozesses vor dem Reichsgericht ein Freispruch und er wurde im gleichen Jahr wieder in die Reichsmarine aufgenommen. Am 1. April 1930 wurde er Korvettenkapitän.
In der Kriegsmarine war er 1936 als E-Offizier in der Kriegswissenschaftlichen Abteilung der Marine im OKM. Hier war er von 1939 bis 1945 Gruppenleiter im Archiv der Kriegswissenschaftlichen Abteilung der Marine. In dieser Position wurde er am 1. April 1941 Kapitän zur See. Am 18. November 1945 wurde er entlassen.
1922 hatte Dithmar unter dem Titel Kriegsverbrecher-Prozess gegen die U-Boot-Offiziere Dithmar-Boldt ein Stenogramm der Leipziger Verhandlungen veröffentlicht.